# 石野博信
石野 博信（いしの ひろのぶ、1933年 - ）は、日本の考古学者。奈良県立橿原考古学研究所研究嘱託、兵庫県立考古博物館名誉館長。主として古墳時代を研究領域としており、とくに纒向遺跡の発掘調査に携わったことで知られる。

## 経歴
出生から修学期
1933年、宮城県牡鹿郡渡波町（現・石巻市）で生まれた。宮城県石巻高等学校を経て、関西学院大学文学部に入学し、考古学を専攻。関西大学大学院に進み、修了。
考古学者として
大学院修了後、兵庫県教育委員会に勤務して文化財の調査と研究にあたった。のち、奈良県立橿原考古学研究所所員に転じた。同研究所では、1971年より関川尚功とともに奈良県桜井市の纒向遺跡の発掘調査に携わった。纒向遺跡出土土師器の分類によって纒向編年を行い、また、外部からもたらされた大量の土器の存在から纒向遺跡を3世紀の都市的な遺跡であることを明らかにした。1985年、『古墳文化出現期の研究』を関西大学に提出して文学博士の学位を取得。後に、橿原考古学研究所研究部長、副所長兼附属博物館館長を務めた。退任後、奈良県立橿原考古学研究所研究嘱託。
兵庫県立考古博物館初代館長に就任し、退任後兵庫県立考古博物館名誉館長。徳島文理大学文学部教授および香芝市二上山博物館館長。

### 委員・役員ほか
各地方公共団体における文化財関係委員を務めている。
- 奈良県
- 橿原市
- 桜井市
- 明日香村
- 兵庫県
- 姫路市
- 香川県
- 京都府
- 宮崎県
- 宮崎市
- 東京都世田谷区
- 長野県須坂市
- 福島県会津坂下町
- 宮城県石巻市

## 研究内容・業績
専門は日本考古学で古墳時代。前方後円墳にかえて「長突円墳」の用語を使用しており、この墳形は、3世紀中葉に大王墓として採用されて6世紀末までつづくが、継体朝における反乱の将であった筑紫国造磐井も長突円墳（前方後円墳）を造営していたことから「前方後円墳体制」は精神的紐帯に過ぎず、祭祀の内容もまた大きく変質していったと唱えている。また、寺沢薫の唱えた「纒向型前方後円墳」については、関東地方以西においては邪馬台国の女王卑弥呼の登場した2世紀末葉の段階から、その拡散の可能性が考えられるとしている。
主な発掘調査
兵庫県内では加茂遺跡（川西市）、芦屋市会下山遺跡（芦屋市）、田能遺跡（尼崎市）、奈良県内では纒向遺跡のほか、藤ノ木古墳（斑鳩町）、太安万侶墓（奈良市）などの発掘調査に携わった。

## 著作
単著
- 『縄文時代の兵庫』兵庫考古研究会 1979
- 『古墳文化出現期の研究』学生社 1985
- 『古代近畿と東西交流』學生社 1991[6]
- 『日本原始・古代住居の研究』吉川弘文館 1990[7]
- 『古代大和へ、考古学の旅人』雄山閣出版 1994[8]
- 『古代住居のはなし』吉川弘文館 1995[9]
- 『全国古墳編年集成』雄山閣出版 1995[10]
- 『古代の「海の道」：古代瀬戸内海の国際交流』學生社 1996[11]
- 『女王卑弥呼の祭政空間：考古学で考える邪馬台国の時代』恒星出版 2002[12]
- 『邪馬台国と古墳』學生社 2002[13]
- 『初期古墳と大和の考古学』學生社 2003[14]
- 『考古学者石野博信のアジア民族建築見てある記』小学館 2003[15]
- 『古代近畿と物流の考古学』學生社 2003[16]
- 『増補改訂版 古墳時代史』雄山閣 2005[17]
- 『増補新版 大和・纒向遺跡』学生社 2008[18]
- 『古墳時代を考える』雄山閣 2006[19]
- 『楽しい考古学：遺跡の中で見る夢』大和書房 2007[20]
- 『邪馬台国の候補地・纒向遺跡』新泉社 2008[21]

共著
- 『纒向』関川尚功と共著、桜井市教育委員会 1976
- 『対論 銅鐸』森浩一と共著、學生社 1994[22]
- 『邪馬台国研究：新たな視点』岡内三真・小林三郎・佐原真・高橋護・大塚初重共著、朝日新聞社 1996[23]
- 『邪馬台国と安満宮山古墳』水野正好・森田克行・原口正三・都出比呂志・福永伸哉・門脇禎二・酒井龍一共著、吉川弘文館 1999[24]
- 『唐古・鍵遺跡の考古学』金関恕・高倉洋彰・藤田三郎・岡村道雄・菅谷文則・森浩一共著、學生社 2001[25]
- 『古代葛城とヤマト政権』網干善教・河上邦彦・福永伸哉・田中晋作・和田萃共著、學生社 2003[26]
- 『三角縁神獣鏡・邪馬台国・倭国』西川寿勝・野崎清孝・水野正好・岡本健一共著、新泉社 2006[27]
- 『三輪山と日本古代史：大和王権発祥の地から古代日本の謎を解く』岡本健一・菅野雅雄・塚口義信・辰巳和弘・上野誠共著、学生社 2008[28]

共編著
- 『日本史・空から読む〈西日本編 第1巻〉九州』日本航空写真文化社 1985
- 『日本史・空から読む〈西日本編 第2巻〉中国・四国』日本航空写真文化社 1985
- 『藤ノ木古墳とその文化』森浩一編、大塚初重・金達寿・和田萃・大林太良・豊田有恒共著、山川出版社 1989[29]
- 『古墳時代の研究』(全13巻) 河上邦彦・岩崎卓也・白石太一郎共編、雄山閣 1998

論文
- 石野1984「古墳の変質」『季刊考古学』7, 雄山閣
- 石野2005「長突円墳(前方後円墳)は大和王権の政治的記念物か」『季刊考古学』90, 雄山閣、2005

メディア
- ｢石野博信、考古学ここだけの話　vol.1｣（兵庫県立考古博物館）
- ｢石野博信、考古学ここだけの話　vol.16｣（兵庫県立考古博物館）
- ｢石野博信、考古学ここだけの話　vol.17｣（兵庫県立考古博物館）
- ｢石野博信、考古学ここだけの話　vol.18｣ （兵庫県立考古博物館）